# Hooray for Hollywood
| Оценки критиков               | Оценки критиков |
| Источник                      | Оценка          |
| ----------------------------- | --------------- |
| AllMusic                      | [ 1 ]           |
| Encyclopedia of Popular Music | [ 2 ]           |

Hooray for Hollywood — двойной студийный альбом американской певицы Дорис Дэй, выпущенный 24 февраля 1958 года на лейбле Columbia Records. Аранжировщик и дирижёр оркестра Фрэнк Де Вол. Все песни, кроме одной, были записаны в период с октября по ноябрь 1957 года. Первоначально в альбом должна была войти запись Дэй «A Very Precious Love», но она была выпущена как сингл и заменена на альбоме перезаписью «It’s Magic» 1952 года.
В 1959 году обе части альбома были перевыпущены по отдельности в моно и стереозвучании.

## Список композиций
| №                   | Название                   | Автор(ы)                         | Длительность |
| ------------------- | -------------------------- | -------------------------------- | ------------ |
| 1.                  | «Hooray for Hollywood»     | Ричард А. Уайтинг, Джонни Мерсер | 2:31         |
| 2.                  | «Cheek to Cheek»           | Ирвинг Берлин                    | 2:42         |
| 3.                  | «It’s Easy to Remember»    | Ричард Роджерс, Лоренц Харт      | 3:02         |
| 4.                  | «The Way You Look Tonight» | Джером Керн, Дороти Филдс        | 3:24         |
| 5.                  | «I’ll Remember April»      | Патрисия Джонстон, Дон Райе      | 2:56         |
| 6.                  | «Blues in the Night»       | Гарольд Арлен, Джонни Мерсер     | 3:46         |
| Общая длительность: | Общая длительность:        | Общая длительность:              | 18:21        |

| №                   | Название                    | Автор(ы)                     | Длительность |
| ------------------- | --------------------------- | ---------------------------- | ------------ |
| 1.                  | «Over the Rainbow»          | Гарольд Арлен, Йип Харбург   | 3:37         |
| 2.                  | «Love Is Here to Stay»      | Джордж Гершвин, Айра Гершвин | 3:47         |
| 3.                  | «In the Still of the Night» | Коул Портер                  | 2:58         |
| 4.                  | «Night and Day»             | Коул Портер                  | 3:17         |
| 5.                  | «You’d Be So Easy to Love»  | Коул Портер                  | 2:47         |
| 6.                  | «I Had the Craziest Dream»  | Гарри Уоррен, Мак Гордон     | 3:42         |
| Общая длительность: | Общая длительность:         | Общая длительность:          | 20:08        |

| №                   | Название                           | Автор(ы)                     | Длительность |
| ------------------- | ---------------------------------- | ---------------------------- | ------------ |
| 1.                  | «I’ve Got My Love to Keep Me Warm» | Ирвинг Берлин                | 3:19         |
| 2.                  | «Soon»                             | Джордж Гершвин, Айра Гершвин | 3:00         |
| 3.                  | «That Old Black Magic»             | Гарольд Арлен, Джонни Мерсер | 2:42         |
| 4.                  | «You’ll Never Know»                | Гарри Уоррен, Мак Гордон     | 3:10         |
| 5.                  | «A Foggy Day»                      | Джордж Гершвин, Айра Гершвин | 3:30         |
| 6.                  | «It’s Magic»                       | Джул Стайн, Сэмми Кан        | 3:40         |
| Общая длительность: | Общая длительность:                | Общая длительность:          | 19:21        |

| №                   | Название                         | Автор(ы)                             | Длительность |
| ------------------- | -------------------------------- | ------------------------------------ | ------------ |
| 1.                  | «It Might as Well Be Spring»     | Ричард Роджерс, Оскар Хаммерстайн II | 3:39         |
| 2.                  | «Nice Work if You Can Get It»    | Джордж Гершвин, Айра Гершвин         | 2:52         |
| 3.                  | «Three Coins in the Fountain»    | Джул Стайн, Сэмми Кан                | 3:17         |
| 4.                  | «Let’s Face the Music and Dance» | Ирвинг Берлин                        | 3:11         |
| 5.                  | «Pennies from Heaven»            | Артур Джонстон, Джонни Берк          | 3:32         |
| 6.                  | «Oh, But I Do»                   | Артур Шварц, Лео Робин               | 2:46         |
| Общая длительность: | Общая длительность:              | Общая длительность:                  | 19:17        |